# جان بروير (دراج)
جان بروير (بالألمانية: Jean Breuer)‏ هو دراج ألماني، ولد في 1 مارس 1938 في هورت ‏ في ألمانيا.

## وصلات خارجية
- جان بروير على موقع أرشيف الدراجات (الإنجليزية)